# لويس لامبرت (سياسي)
لويس لامبرت (بالإنجليزية: Louis Lambert)‏ هو محامي وسياسي أمريكي، ولد في 21 ديسمبر 1940. حزبياً، نشط في الحزب الديمقراطي. وقد انتخب عضو مجلس ولاية لويزيانا.